# Falla de la Plaça de la Mercé

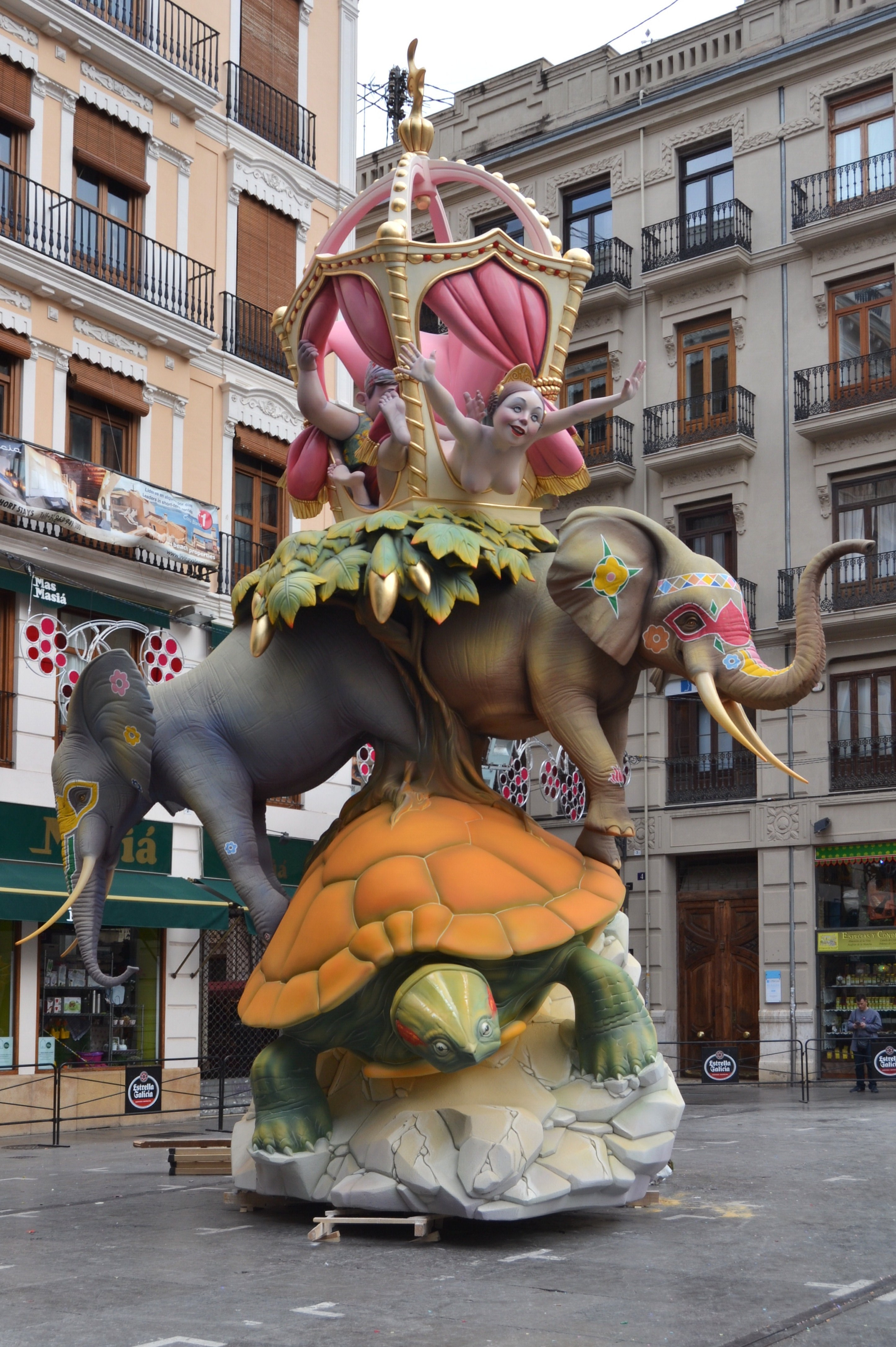
Falla de la plaça de la Mercé, 2016

La Falla n. 11 Plaça de la Mercé és una falla de la Ciutat de València, situada a la Plaça de la Mercé.
L'origen de la falla data de l'any 1872, en què es va plantar la primera falla a eixa plaça. Des d'aleshores sempre s'hi plantaria una falla a la plaça, a excepció de 1915, i dels tres anys (1937-1939) que duraria la Guerra Civil Espanyola.
En acabar el conflicte bèl·lic és quan la falla es constituïx formalment com a tal. I en 1943 (amb un premi compartit amb altres dos comissions) guanyaria el primer premi de la secció especial.
Aquesta històrica falla va estar a punt de desaparèixer el 2005 a causa de problemes econòmics, si bé pocs anys després van tornar a plantar en la màxima categoria.